# Liste der Ehrenbürger von Eilenburg
Die Liste der Ehrenbürger von Eilenburg erfasst alle bisher bekannten Personen, denen von der Stadt Eilenburg das Ehrenbürgerrecht zuerkannt worden ist. Sie gibt den derzeitigen Kenntnisstand wieder und ist möglicherweise nicht vollständig. Derzeit wird von der Stadt Eilenburg die Ehrenbürgerschaft nicht mehr verliehen. Die letztmalige Verleihung erfolgte 1945 an den 1933 vertriebenen langjährigen Bürgermeister Alfred Belian.
Seit 1997 führt die Stadt ein Goldenes Buch, auch Ehrenbuch genannt, in dem Personen, die sich Verdienste um die Stadt erworben haben, ein Eintrag gewährt wird. Durchschnittlich erfolgt eine Eintragung im Jahr. Für die Auswahl der Personen gibt es keine festen Kriterien. Ein ebensolches Ehrenbuch, das während der DDR-Zeit geführt wurde, gilt als verschollen und wurde möglicherweise in den Wirren der Wendezeit vernichtet.
Hinweis: Die Auflistung erfolgt chronologisch nach Datum der Zuerkennung.

## Die Ehrenbürger der Stadt Eilenburg
| Name                            | Geburtsdatum Geburtsort                  | Sterbedatum Sterbeort        | Position                                                                        | Verleihung         | Bild           |
| ------------------------------- | ---------------------------------------- | ---------------------------- | ------------------------------------------------------------------------------- | ------------------ | -------------- |
| Jeremias Simon                  | 26. September 1632 Hohenstein, Schönburg | 1701 Liemehna                | Pfarrer in Liemehna (1667–1701), Stadtchronist von Eilenburg                    |                    | Jeremias Simon |
| Friedrich Anton von Pfannenberg | 7. Juni 1787 Dessau                      | 27. Juni 1841 Storkwitz      | Landrat des Landkreises Delitzsch                                               | 7. März 1833       |                |
| Emil Schrecker                  | 31. Januar 1823 Erfurt                   | 6. Januar 1905 Eilenburg     | Bürgermeister von Eilenburg (1858–1893), Provinziallandtagsabgeordneter         | 22. Juni 1893      | Emil Schrecker |
| Friedrich Wilhelm Grune         | 2. Juni 1839 Gut Queis bei Halle (Saale) | 18. November 1919            | Mühlenbesitzer, Kommunalpolitiker                                               | 15. Oktober 1908   | Wilhelm Grune  |
| Louis Holzweissig               | 16. Juni 1840 Kölsa, Kreis Delitzsch     | 27. September 1916 Eilenburg | Textilfabrikant, Kommunalpolitiker, Mäzen                                       |                    |                |
| Alfred Elimar Julius Belian     | 23. August 1873 Jodupönen, Kreis Goldap  | 7. Januar 1946 Berlin        | Bürgermeister von Eilenburg (1904–1933), Bundespräsident des Reichsstädtebundes | 25. September 1945 | Alfred Belian  |